# Iodes liberica
Iodes liberica är en tvåhjärtbladig växtart som beskrevs av Otto Stapf. Iodes liberica ingår i släktet Iodes och familjen Icacinaceae. Inga underarter finns listade i Catalogue of Life.